# Táblázatkezelő program

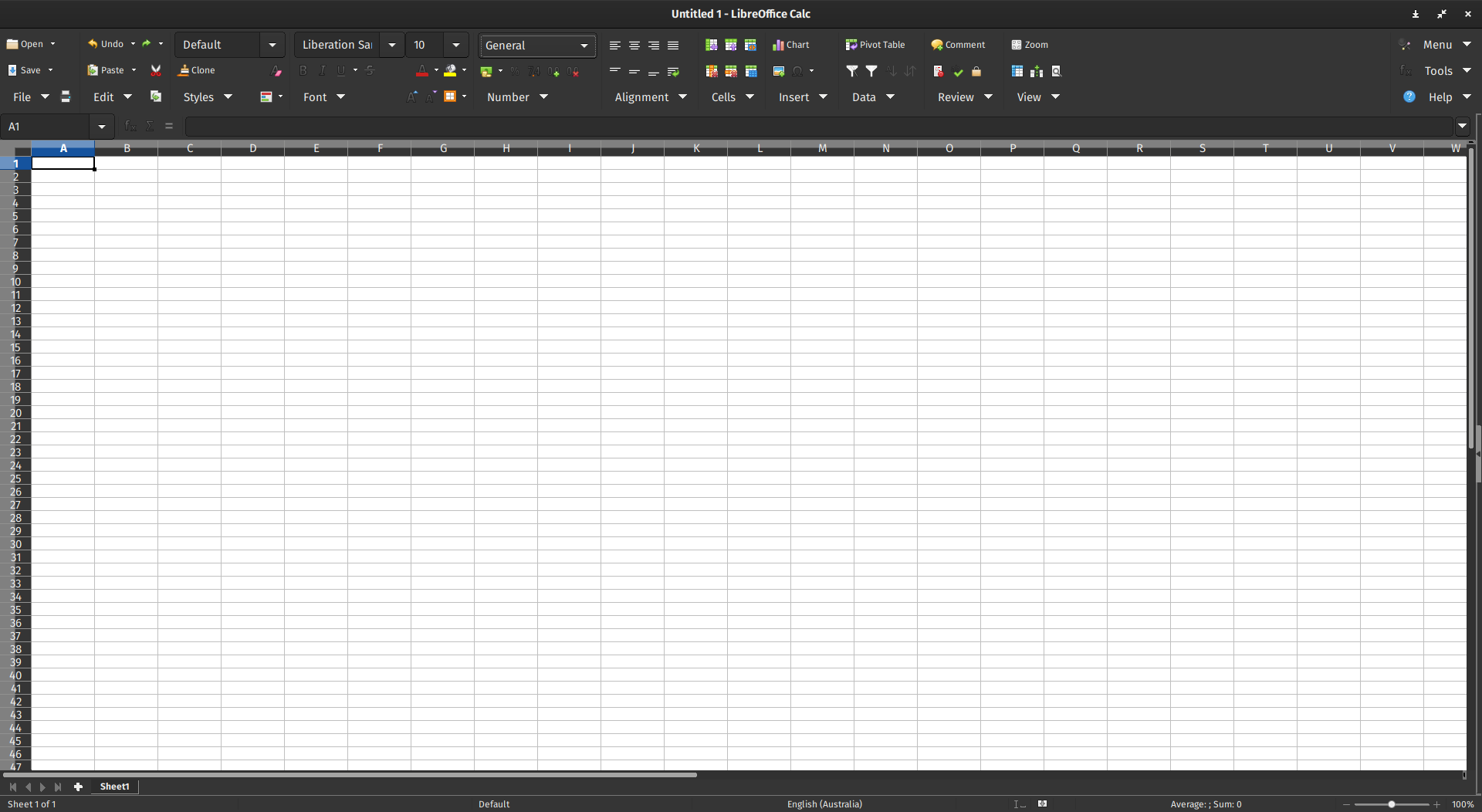
Táblázatkezelő program

A táblázatkezelő olyan számítógépes program, amellyel egy táblázatban tárolt adatokon műveletek végezhetők. A táblázat sorokból és oszlopokból áll, egy sor és egy oszlop metszete egy cellát határoz meg. A cellában érték vagy kifejezés állhat, amelynek az értéke más cellák értékeitől és/vagy külső értékektől (dátum stb.) függ.

## A táblázatkezelő program általános működése
A táblázatkezelő programban az utasítások végrehajtása nem időbeli egymásutániságban történik: a cellák egymáshoz viszonyított elhelyezkedése jelenti a szervező elvet. A táblázatkezelő program is képes például ciklusokat kezelni, de körkörös hivatkozás esetén végtelen ciklusba kerül. A legrégebbi táblázatkezelő programokban egyetlen kétdimenziós táblázatot (munkalapot) lehetett kezelni, a modern programok több munkalappal dolgoznak (a munkalapok összessége munkafüzetet alkot).
A táblázat frissítése adatmódosítás esetén alapbeállításban automatikus. A régebbi programok ilyen esetben az egész táblázatot átszámolták, az újabbak gráfban tartják nyilván a cellák közötti kapcsolatokat, és csak a kapcsolódó cellák értékeit számolják újra.

## A táblázatkezelő eredete
A táblázatkezelő programokat eredetileg gazdasági számításokra szánták, de hamarosan kiderült, hogy az értékeket nem érdemes számokra korlátozni.

## A táblázatkezelő program fajtái
A táblázatkezelő programok (Numbers, Collabora Online, LibreOffice Calc, Microsoft Excel, stb.) nemcsak matematikai, hanem logikai, szöveges és statisztikai műveleteket is képesek a cellákon végrehajtani, bennük felhasználói függvények is definiálhatók, összetett feladatok megoldására is alkalmasak.
A táblázatkezelő programokkal az adatok (eredmények) grafikusan is szemléltethetők.